# 1509 Esclangona
1509 Esclangona (mednarodno ime je tudi 1509 Esclangona) je asteroid tipa S (po Tholenu) v notranjem delu asteroidnem pasu. 
Pripada družini asteroidov Madžarska .

## Odkritje
Asteroid je odkril francoski astronom André Patry (1902–1960) 21. decembra 1938 v Nici. Poimenovan je po francoskem astronomu Ernestu Benjaminu Esclangonu (1876–1954).

## Značilnosti
Asteroid Esclangona obkroži Sonce v 2,55 letih. Njegova tirnica ima izsrednost 0,032, nagnjena pa je za 22,323° proti ekliptiki. Njegov premer je 8,17 km, okoli svoje osi se zavrti v 3,247  h .

## Naravni satelit
Asteroid Esclangona ima tudi svojo luno, ki ima začasno ime S/2003 (1509) 1. Ima samo 4 km v premeru, okrog asteroida pa kroži na razdalji 140 km. Velika razdalja med osrednjim telesom in satelitom glede na majhno velikost teles je nenavadna. Verjetno je, da sta sam asteroid in njegova luna nastala v daljni preteklosti v velikem trku neznanih nebesnih teles. Podobno se je zgodilo tudi ob nastanku asteroida 3749 Balam in njegove lune.